# Лаженцева, Нина Николаевна
Нина Николаевна Лаженцева (1901—1988) — советская актриса, Заслуженная артистка РСФСР (1956).

## Биография
Родилась 7 января (20 января по новому стилю) 1901 года в городе Жиздра Калужской губернии. По документам она 1905 года рождения, но сама Лаженцева признавалась, что в своей метрике исправила единицу в годе рождения на 1905-й.
Окончила гимназию. В 1920 году ее семья переезжает в Пермь. Работая переписчицей в Окрисполкоме. Театральный дебют Нины Лаженцевой состоялся в 1925 году на сцене Пермского гарнизонного театра, куда она была зачислена после окончания студии при театре. В 1926 году работала в Перми в театре «Синяя блуза» и ТЮЗе. С 1927 года — актриса Пермского драматического театра.
В 1928—1937 годах Лаженцева работала в передвижном Уральском рабочем реалистическом театре.
В Свердловск приехала в 1937 году вслед за своим мужем — Сергеем Петровичем Волковым, которого назначили директором городского ТЮЗа. С 1937 по 1985 годы была актрисой Свердловского театра юного зрителя; сыграла на сцене более 400 ролей.
Во время Великой Отечественной войны, в феврале 1942 года, Лаженцева в составе концертной фронтовой бригады выезжала на Волховский фронт, где проработала более трех месяцев.
Также снималась в художественных фильмах:
- 1978 — Синюшкин колодец (короткометражный)
- 1976 — Только вдвоём — вахтёрша
- 1975 — От зари до зари — в эпизоде
- 1960 — Ждите писем — мать Кости

Умерла 22 января 1988 года в Свердловске. Похоронена на Широкореченском кладбище.